# Centaur Cycle
Die Centaur Cycle Company war ein britischer Hersteller von Fahrrädern, Motorrädern und Automobilen, der 1875–1910 in West Orchard (Dorset) ansässig war. Gründer und Eigentümer waren George Gilbert (1853–1915) und Edmund Mushing.
Die Firma wurde insbesondere durch den Bau von leichten Fahrrädern bekannt. 1890 brachte man den King of Scorchers heraus, ein Fahrrad, das nur 11,8 kg wog. Weitere Neuerungen, für die Gilbert Patente erhielt, waren der verstellbare Sattel, abnehmbare Pedale und einstellbare, staubgeschützte Hinterradlager. Außerdem baute man ein Dreirad mit einem Rohrrahmen, das ebenfalls patentiert wurde. Im Jahre 1900 begann die Firma mit der Herstellung von Automobilen und Motorrädern, aber bereits 1901 wurde der Bau des Leichtautomobils wieder eingestellt. Dieses vierrädrige Gefährt war mit einem De-Dion-Einzylindermotor ausgestattet, der mit 4 ½ hp angegeben war. Der Motorradbau wurde bis zur Übernahme von Centaur Cycle 1910 durch Humber und darüber hinaus fortgeführt. Gilbert zog sich nach der Übernahme ins Privatleben zurück.